# Wacław Kaźmierczak
Wacław Kaźmierczak ps. Kazimierz Wacek (ur. 5 sierpnia 1905, zm. 10 kwietnia 1981 w Warszawie) – polski montażysta i operator filmowy.
Przed wojną pracował w Polskiej Agencji Telegraficznej (PAT).  Podczas okupacji hitlerowskiej i powstania warszawskiego działał w Referacie Filmowym Biura Informacji i Propagandy Komendy Głównej Armii Krajowej. Był związany z laboratorium przy ul. Leszczyńskiej 6 na Powiślu. Zajął się m.in. montażem pierwszej kroniki walk powstania 1944 pt. Przegląd nr 1 (znane jako Warszawa walczy!) wyświetlonej w kinie „Palladium” przy ul. Złotej w 13. dniu walk powstańczych. Po kapitulacji oddziałów powstańczych wyszedł z Warszawy wraz z ludnością cywilną.
Współpracował przy tworzeniu filmów dokumentalnych i kronik. Pracował m.in. z Jerzym Bossakiem.
Zdjęcia jego autorstwa znalazły się w filmie Powstanie Warszawskie (2014) – został za nie pośmiertnie nominowany do Polskiej Nagrody Filmowej w 2015.

## Wybrana filmografia
- 1947 – Powódź (Grand Prix dla krótkometrażowego filmu dokumentalnego na Międzynarodowym Festiwalu Filmowym w Cannes)
- 1961 – Wrzesień (tak było)
- 1963 – Requiem dla 500 tysięcy (wraz z Jerzym Bossakiem)
- 1963 – PKF 35B/63
- 1967 – Dokumenty walki